# Großschweidnitz
Großschweidnitz (alt sòrab: Swóńca) és un municipi alemany que pertany a l'estat de Saxònia. Es troba al sud de la ciutat de Löbau.

## Història
A l'Hospital de Saxònia a Großschweidnitz s'hi va dur a terme part de l'acció Brandt, segona fase de l'eutanàsia nazi que provocà la mort de més de 5.000 pacients (tesi de Krumpolt), entre els quals hi havia dones, 192 homes que havien estat deportats a treballs forçats a Alemanya. Al cementiri hi ha un monument, dissenyat per l'escultor D. Hermann, que honora les víctimes. Una de les víctima dels assassinats de l'eutanàsia va ser Marianne Schoenfelder de Dresden, tia del pintor Gerhard Richter.